# Neopasites mojavensis
Neopasites mojavensis là một loài Hymenoptera trong họ Apidae. Loài này được Linsley mô tả khoa học năm 1943.